# Raphael de Oliveira
Raphael Raymundo de Oliveira  (né le 5 février 1979 à São José do Rio Preto) est un athlète brésilien spécialiste du 60 mètres (en salle) et du 100 mètres ainsi que du 200 mètres (tous deux en extérieur). Il obtient ses seules médailles internationales dans relais 4 × 100 mètres.

## Carrière

### Palmarès
| Date | Compétition           | Lieu     | Résultat       | Épreuve        | Performance |
| ---- | --------------------- | -------- | -------------- | -------------- | ----------- |
| 1999 | Jeux panaméricains    | Winnipeg | 1er            | 4 × 100 mètres | 38 s 18     |
| 1999 | Championnats du monde | Séville  | 3e             | 4 × 100 mètres | 38 s 05     |
| 2000 | Jeux olympiques d'été | Sydney   | 5e (en séries) | 100 mètres     | 10 s 44     |

### Records
| Épreuve    | Performance | Lieu      | Date           |
| ---------- | ----------- | --------- | -------------- |
| 60 mètres  | 6 s 67      | Samara    | 4 février 2006 |
| 100 mètres | 10 s 20     | Bogota    | 7 mai 2000     |
| 200 mètres | 20 s 83     | São Paulo | 3 juin 2001    |